# 李仲燮

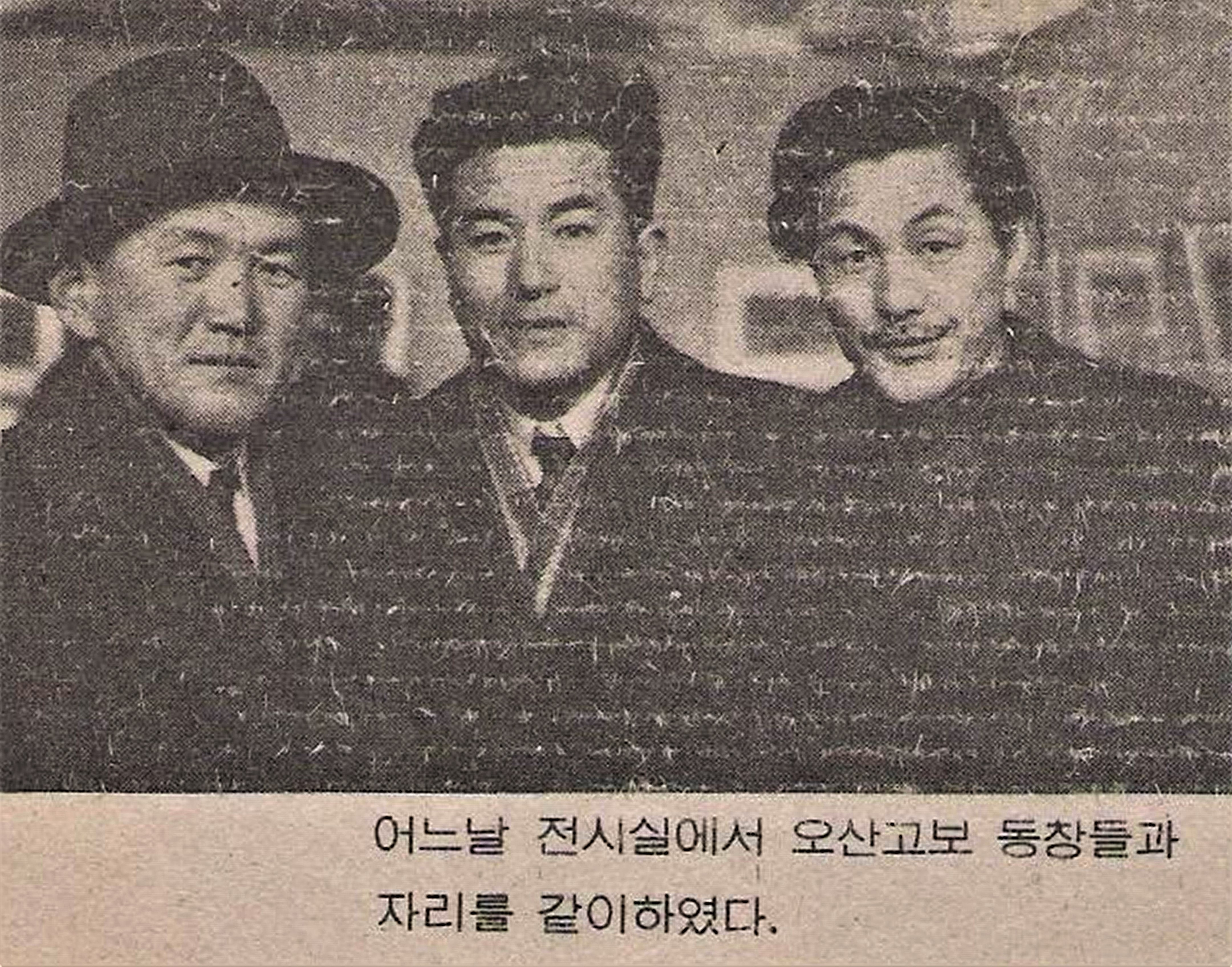
右：李仲燮、左：金月龍（1955年、個展開催に協力する五山学校同窓と）

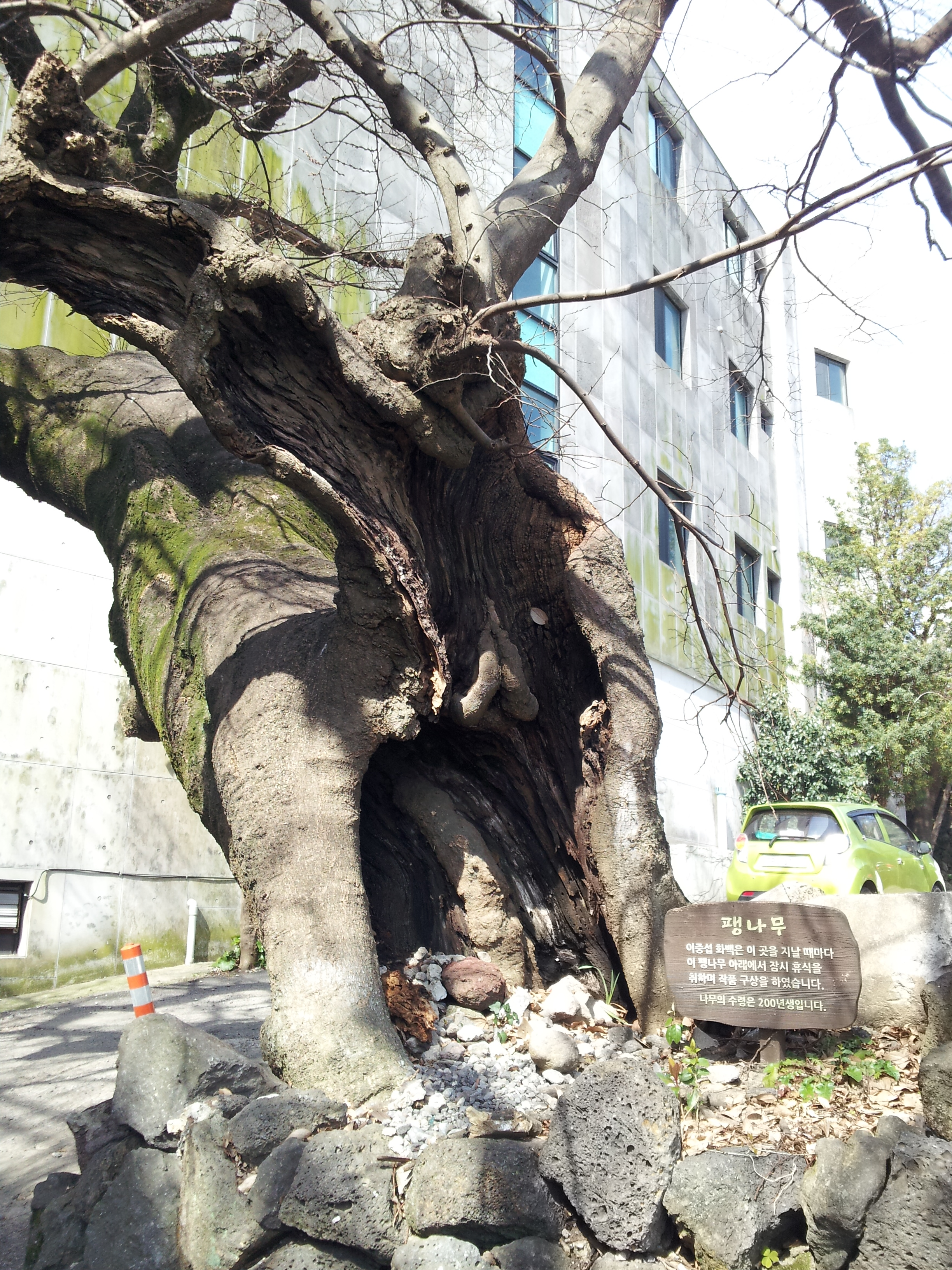
李仲燮博物館付近の木

李 仲燮（イ・ジュンソプ、朝鮮語: 이중섭、1916年9月16日 - 1956年9月6日）は、大韓民国の画家。本貫は全州李氏。号は大鄕（テヒャン）。生前は不遇であったが、没後の再評価により韓国の「国民画家」として知られる。

## 経歴
平安南道平原郡で生まれ、家族と共に平壌へ転居する。裕福な家庭に育った。定州五山学校では、米国で学んだ美術教師・任用璉に西洋画を学ぶ。
1936年、帝国美術学校（現・武蔵野美術大学）に入学したが、翌年、より自由な校風の文化学院に転学し、山本方子（韓国名：李南徳）と出会う。当時学内に李姓が3人いたため、あだ名は「アゴリ（顎の李）」、方子は細長い足から「アスパラガス」であった
。1941年、朝鮮出身者らと朝鮮新美術家協会を結成、1943年、自由美術協会特別賞太陽賞を受賞。戦局の悪化で内地在住者が徴兵されることを怖れ帰郷するが、方子を忘れられず、関釜連絡船は既に危険な航路であったものの呼び寄せて1945年4月元山で結婚する。朝鮮戦争勃発後は越南し釜山や済州島西帰浦に避難、1952年、極度の貧困から妻子を日本へ帰す。翌年に渡日し5日間だけ家族と面会したのが別れとなった。1955年、美都波百貨店（旧・丁子屋百貨店）で初めての個展を開催する。評価は上々だったが、わずかな収益しか得られなかった。以後はアルコールに溺れ、1956年、肝炎を患いソウル赤十字病院において行旅死亡人扱いで死去した。
1970年代、急速に評価が高まり、1978年には銀冠文化勲章を追贈され、韓国現代美術における国民的作家としての評価が確立した。
妻子は東京世田谷に長らく居住し、方子夫人は2022年に亡くなった。

李仲燮の作品には油彩画の他、極貧の物資窮乏時期に煙草や菓子の銀紙に描いたもの、妻子に送った日本語の絵手紙などがあり、牛や鶏、子供や家族などが最も多く登場するが、郷土的、童話的な要素が取り込まれているのが特徴である。『戦う牛』、『白い牛』、『動く白い牛』、『牛と子供』、『雄牛』、『闘鶏』などは郷土性が強く感じられる代表的な作品であり、 『鶏と家族』、『男と子供たち』、『旅立つ家族』などの作品は童話的で自伝的要素が強い。

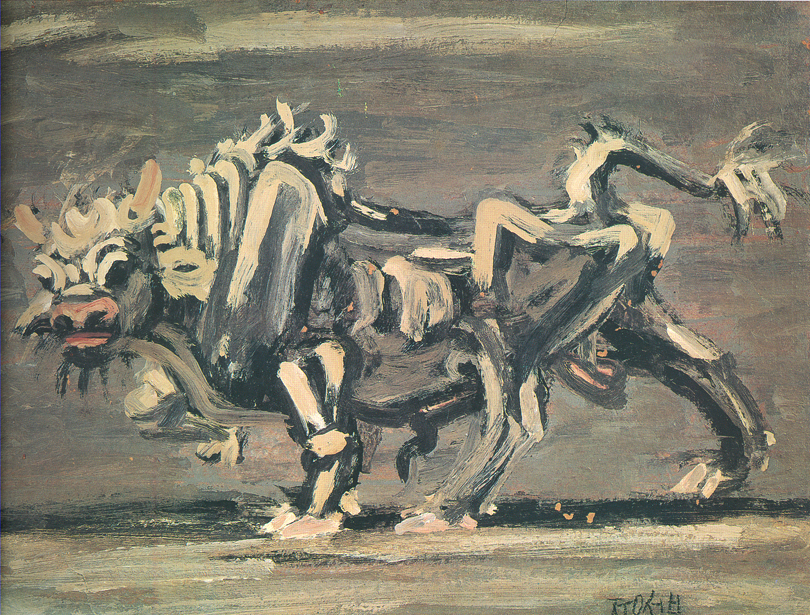
白い牛（1954年）

韓国では代表的な国民画家として収集家の人気を集め作品は高値で取引され、2000年代後半の韓国アートバブルと呼ばれた時期の韓国国内市場には大量の贋作が出回った。調査の結果、美術市場における李仲燮作品の約8割が贋作と認定されている。

## 舞台化
韓国の劇作家金義卿（キム・ウィギョン、1936年 - 2016年）が主人公となった戯曲「旅立つ家族」（翻訳は李惠貞）はソウル市立劇団の公演として、2001年の第8回BeSeTo演劇祭で新利賀山房で上演、新宿梁山泊主宰の金守珍を劇団文化座に迎え、脚色・演出を担当、2014年に初演。全国で上演を重ね、合計100ステージを超えた。初演から出演している佐々木愛は脚色を担当した。